# アレキシサイミアスペア
「アレキシサイミアスペア」は日本のロックバンド・凛として時雨のメジャー7th（通算8枚目）シングル。2023年5月10日にソニー・ミュージックアソシエイテッドレコーズから発売された。
表題曲の「アレキシサイミアスペア」は、映画『劇場版 PSYCHO-PASS サイコパス PROVIDENCE』の主題歌として書き下ろされている。

## 概要
2023年2月17日、『劇場版 PSYCHO-PASS サイコパス PROVIDENCE』の主題歌に新曲「アレキシサイミアスペア」が起用されたことが発表された。凛として時雨が『PSYCHO-PASS サイコパス』シリーズの作品の主題歌を担当するのは舞台『舞台 PSYCHO-PASS サイコパス Virtue and Vice』の主題歌に起用された「laser beamer」以来約4年ぶりとなった。さらに、同年4月10日に発売される自身8作目のアルバム『last aurorally』の収録曲であることが発表された。
2023年3月27日、FM802『UPBEAT!』内にて「アレキシサイミアスペア」がフルオンエアされた。
2023年4月12日、CDシングルを同年5月10日に発売することが発表された。表題曲の「アレキシサイミアスペア」とそのムービーサイズ版、インストゥルメンタル版の他、カップリングとして、凛として時雨が書き下ろし、TVアニメ「PSYCHO-PASS サイコパス」第1期主題歌に起用された「abnormalize」を「PSYCHO-PASS」シリーズの10周年を記念してTK自身が再ミックスした「abnormalize (10th anniversary mix)」が収録された。なお、表題曲のマスタリングはアメリカのマスタリングエンジニア・クリス・ゲーリンジャーが担当。また、DVDには『劇場版 PSYCHO-PASS サイコパス PROVIDENCE』のノンクレジットオープニング映像と表題曲のミュージックビデオが収録された。

## 収録内容
| 全作詞・作曲・編曲: TK。 |                                          |       |            |      |
| #                        | タイトル                                 | 作詞  | 作曲・編曲 | 時間 |
| 1.                       | 「アレキシサイミアスペア」               | TK    | TK         | 5:26 |
| 2.                       | 「アレキシサイミアスペア」(Movie edit)   | TK    | TK         | 1:31 |
| 3.                       | 「アレキシサイミアスペア」(Instrumental) | TK    | TK         | 5:26 |
| 4.                       | 「abnormalize」(10th anniversary mix)    | TK    | TK         | 3:41 |
| 合計時間:                | 合計時間:                                | 16:04 |            |      |

| #  | タイトル                                                         | 作詞 | 作曲・編曲 |
| -- | ---------------------------------------------------------------- | ---- | ---------- |
| 1. | 「『劇場版 PSYCHO-PASS サイコパス PROVIDENCE』ノンクレジットOP」 |      |            |
| 2. | 「アレキシサイミアスペア」(Music Video)                          |      |            |

## ミュージックビデオ
2023年4月12日にミュージックビデオが公開された。監督は、TK from 凛として時雨の「Dramatic Slow Motion (Reconstructed 2020)」のミュージックビデオも手掛けた荒伊玖磨が担当している。

## テレビ披露
2023年4月23日にフジテレビで放送された『Love music』にて「アレキシサイミアスペア」をフル尺でテレビ初披露した。